# Glikémiás index
A glikémiás index (rövidítve: GI) az egyes élelmiszerek vércukoremelő képessége a szénhidráttartalmukkal egyező mennyiségű glükózhoz (szőlőcukor) (néha a fehér kenyérhez) képest, százalékban kifejezve. (Vércukorszinten a vér szőlőcukortartalmát értjük, bár más cukor, elsősorban fruktóz (gyümölcscukor) is található benne.) Jelentősége fogyókúrázók és cukorbetegek esetén a legnagyobb.
GI-indexük elsősorban a szénhidrátot tartalmazó élelmiszereknek van, a szénhidrátokat ugyanis a szervezet szinte kivétel nélkül szőlőcukorrá alakítja. Ugyanakkor a máj képes szőlőcukrot előállítani más, elsősorban a fehérjelebontás során keletkező vegyületekből is (glükoneogenezis), így szénhidrátot nem/alig tartalmazó ételeknél is mérhető lehet a közvetett vércukoremelő hatás.
A GI-értéket az ételben található anyagokon kívül befolyásolja az elkészítés módja is.

## Magas glikémiás indexű ételek fogyasztása
A vérben megjelenő szőlőcukor hatására a szervezet inzulint termel, hogy a sejtek képesek legyenek a szőlőcukor felvételére.

### Fogyókúrázók esetén
A hirtelen vércukoremelkedés átmeneti inzulin-túltermelést okoz, aminek következtében az étkezés után 1-2 órával átmenetileg leesik a vércukorszint (jojóeffektus), ami éhségérzetet okoz. Ismert, hogy pl. fehér lisztből készült főtt tészta után nagyon hamar megéhezünk, még akkor is, ha a tápanyagbevitel több mint elégséges volt.

### Cukorbetegek esetén
A 2-es típusú cukorbetegek jelentős része képes ugyan inzulint előállítani, de kisebb mennyiségben, és időben késleltetve. Így magasra emelkedik a vércukorszint, és hosszú ideig nem áll vissza a normális értékre, elősegítve a szövődmények kialakulását.
A magas glikémiás indexű étel gyógyszer lehet hipoglikémia esetén, amikor a kórosan alacsony vércukorszint kómát vagy akár halált is okozhat beavatkozás nélkül. Fontos tudni azonban, hogy 
- ételt vagy italt csak eszméleténél levő embernek szabad adni a fulladás veszélye miatt. Az eszméletét vesztett cukorbetegnél az egyetlen segítség a szőlőcukor-injekció.
- az alacsony és magas vércukorszint által okozott rosszullét tünetei nagyon hasonlóak, ezért ha lehetséges, meg kell mérni a vércukorszintet. Halált okozott pl. egy felelőtlen magyar orvosnő, aki a hiperglikémiás sokkban hozzávitt, eszméletlen, cukorbeteg fiatalembernek cukrot adott, mert a vércukormérő HI (HIGH = magas) jelzését a HIBA rövidítésének értelmezte.

A „hipózó” cukorbetegnek azonnal egy kávéskanálnyi cukrot (lehetőleg szőlőcukrot) kell adni vízzel vagy vízben oldva. Jó segítség a kóla, cukrozott üdítőital vagy gyümölcslé, sőt a tej is. Az elsősegély után a cukorbetegnek lassabban felszívódó (alacsonyabb glikémiás indexű) ételt is kell ennie, nehogy a hipoglikémia visszatérjen.

## GI-táblázat
A GI-táblázatok egészséges embereken mért GI-értékeket tartalmaznak. Bár a táblázat cukorbetegek esetén is irányadó, a százalékértékek jelentősen eltérhetnek, és ez a betegség súlyosságától is függ.
|              | GI        | Élelmiszer |
| ------------ | --------- | --- |
| nagyon magas | 90-100%   | szőlőcukor, maltóz malátacukor), méz, cukros üdítőitalok, gabona-, kukorica-, rizspehely                                |
| magas        | 70-90%    | (répa- vagy nád)cukor, fehérlisztből készült pékáruk és főtt tészták, szőlő, burgonya, édesburgonya (batáta), tejberizs |
| közepes      | 50-70%    | kukorica, főtt rizs, banán, cukrozatlan gyümölcslé                                                                      |
| alacsony     | 30-50%    | tej, joghurt, kefir, a legtöbb hazai gyümölcs, durumbúzából készült főtt tészta (spagetti, makaróni stb.)               |
| alacsony     | 30% alatt | veteménybab, lencse, dió, mogyoró, retek, paprika, paradicsom, fruktóz                                                  |

A fenti értékeket befolyásolja az étel elkészítésének a módja is.
Növeli a GI-értéket minden olyan konyhatechnika, ami megsérti a növények sejtfalát, pl. intenzív főzés, turmixolás, aprítás, reszelés, és a vízben való oldás is (üdítőitalok, cukros tea).
Csökkenti a GI-értéket a kímélő elkészítés (pl. párolás), valamint az ételben levő vagy azzal együtt fogyasztott fehérje, zsír és rost (pl. saláta).

## A tej glikémiás indexe
A tej (joghurt, kefir) glikémiás indexe alacsony: 30–35% közötti a különböző táblázatokban, vagyis nem emeli magasra a vércukorszintet. Ez általában azt jelenti, hogy az étel lassan szívódik fel, és a szervezetnek van ideje a cukor feldolgozására.
Ugyanakkor a diabetológusok a tejet a „hipózó” betegek vércukorszintjének gyors emelésére használják, mert a tej gyorsan szívódik fel. Akkor miért nem emelkedik tovább a vércukorszint?
Az utóbbi években derült ki, hogy az ételek okozta inzulinreakció nem csak a felszívódás sebességétől (a GI-től) függ. A tej gyors inzulinreakciót vált ki, ami egészséges emberekben (akiken a GI-indexet mérik) megakadályozza a vércukorszint magasra emelkedését. Hasonló a helyzet a naranccsal és a grapefruittal. 
A fogyókúra szempontjából a gyors inzulinemelkedés nagyon hátrányos a jojóeffektus miatt. Kezdődő cukorbetegség esetén a mértékkel fogyasztott tej és a grapefruit leszorítja a vércukorszintet, de megterheli az egyébként is gyengélkedő hasnyálmirigyet. Súlyosabb cukorbetegségben viszont már a tej sem tudja kiváltani az inzulinreakciót, és a vércukorszint felszalad. Márpedig a „hipózó” betegek a súlyosabb cukorbetegek közül kerülnek ki, akik rákényszerülnek az erős gyógyszerekre ill. az inzulinra, és ezek mellékhatása a „hipózás”. Ez a magyarázata annak, hogy a tej használható a „hipózás” ellen.
Általában igaz, hogy az alacsony GI-értékű élelmiszer a fogyókúra ill. a cukorbetegség szempontjából „jó”, de a tej/kefir/joghurt és a narancs/grapefruit kivétel. Az inzulinválasz és a GI hányadosa pontosabb mérőszám, de sajnos ilyen táblázatot nehéz fellelni a szakirodalomban.
1 dl tejben kb. 5 gramm cukor van, (ez a laktózmentes tejre is vonatkozik) a napi tejfogyasztás mennyisége 5 dl több részletre osztva.

## Fordítás
- Ez a szócikk részben vagy egészben  az   Insulin_index című angol Wikipédia-szócikk fordításán alapul.  Az eredeti cikk szerkesztőit annak laptörténete sorolja fel. Ez a jelzés csupán a megfogalmazás eredetét és a szerzői jogokat jelzi, nem szolgál a cikkben szereplő információk forrásmegjelöléseként.
- Ez a szócikk részben vagy egészben  a   Glycemic_load című angol Wikipédia-szócikk fordításán alapul.  Az eredeti cikk szerkesztőit annak laptörténete sorolja fel. Ez a jelzés csupán a megfogalmazás eredetét és a szerzői jogokat jelzi, nem szolgál a cikkben szereplő információk forrásmegjelöléseként.
- Ez a szócikk részben vagy egészben  a   Low_glycemic_index_diet című angol Wikipédia-szócikk fordításán alapul.  Az eredeti cikk szerkesztőit annak laptörténete sorolja fel. Ez a jelzés csupán a megfogalmazás eredetét és a szerzői jogokat jelzi, nem szolgál a cikkben szereplő információk forrásmegjelöléseként.